# Pax mafiosa
Pax mafiosa è un'espressione giornalistica, prevalentemente anglosassone, usata per indicare una situazione di calma apparente in cui non avvengono stragi, omicidi o altri fatti visibilmente rilevanti nel mondo della criminalità organizzata.

## Descrizione
L'espressione deriva dalla pax romana, il periodo di relativa 'calma' dovuta al potere dell'impero romano, e da relativi termini derivati come la pax americana e la pax Britannica.
Tale periodo di relativa pace all'interno di un'organizzazione criminale tende a finire quando la situazione di status quo che l'ha fatta iniziare è cambiata in maniera determinante.

## Esempi
- Un esempio tipico di pax mafiosa è il periodo intercorso tra la Strage di Ciaculli del 1963 e il massacro di Strage di viale Lazio del dicembre 1969; durante questo periodo si svolsero diversi processi, tra cui quello ai 114, e si voleva fare in modo che gli imputati potessero apparire quanto più innocenti possibili.
- Un altro esempio talvolta citato è il carattere di basso profilo tenuto dalla mafia siciliana dopo la fallita strage dell'Olimpico del gennaio 1994.[1][4] Alcuni personaggi pubblici hanno fatto notare che ciò sarebbe dovuto a delle accondiscendenze fatte dalla politica italiana alla mafia siciliana.
- Nel giornalismo anglosassone si fa riferimento anche alla situazione di relativa calma creatasi in Messico in alcuni periodi della guerra messicana della droga.[5][6]